# Teen Wolf (serie de televisión)
Teen Wolf (en ocasiones llamado Lobo adolescente en Hispanoamérica) es una serie de televisión estadounidense creada por Jeff Davis para MTV. Está basada en la película de 1985 del mismo nombre. Es un drama sobrenatural que sigue a Scott McCall, un estudiante cuya vida cambia totalmente al ser mordido por un hombre lobo. La serie fue renovada para una segunda temporada en 2011. El 12 de julio de 2012 la MTV renovó la serie con una tercera temporada y aumentó a 24 el número de episodios. El 12 de octubre de 2013, la serie fue renovada para una cuarta temporada de 12 episodios, que fue estrenada el 23 de junio de 2014. El 24 de julio de 2014, la serie fue renovada para una quinta temporada de 20 episodios, que fue estrenada el 29 de junio de 2015. El 9 de julio de 2015, MTV renovó Teen Wolf para una sexta temporada. El 21 de julio de 2016 se dio a conocer que la serie concluiría al finalizar la sexta temporada.
En septiembre de 2021, se anunció una película secuela para Paramount+,que se estrenó el 26 de enero de 2023 con Jeff Davis nuevamente como productor ejecutivo.

## Argumento

### Primera temporada
Narra la historia de un joven jugador de lacrosse, llamado Scott McCall y sus amigos. Una noche se pasean por el bosque en busca de un cadáver para ayudar al padre de Stiles que es policía, su padre los descubre y tratando de huir, cada quien por su cuenta, Scott es atacado por un hombre lobo. Se escapa del ataque con solo un mordisco, pero luego empieza a notar algunos cambios en sí mismo. Scott intenta mantener una vida normal, mientras oculta a todo el mundo su vida secreta como un hombre lobo pero al ver que no puede ocultar sus poderes, debe buscar otras opciones.

### Segunda temporada
Allison y Scott deciden ocultar su relación a los Argent. Mientras tanto, Lydia sufre alucinaciones después de ser atacada por Peter y Jackson se muestra inmune a la mordida de Derek, quien comienza a reclutar a Isaac, Boyd y Erica para su manada. Por otra parte, Gerard Argent llega a la ciudad y busca vengar la muerte de Kate declarando la guerra contra los hombres lobo. Poco después, se revela que Jackson ha mutado a una especie conocida como Kanima y está siendo controlado por Matt. Tras ser manipulada por su abuelo, Allison comienza a ser entrenada para convertirse en cazadora. Finalmente, Gerard se convierte en el nuevo amo del Kanima y Derek descubre la manera de traer de vuelta a Jackson, mientras Erica y Boyd caen prisioneros de la manada de Alfas.

### Tercera temporada
Con la llegada de la manada de Alfas a la ciudad y tras descubrir que éstos han asesinado a Erica y secuestrado a Boyd, Scott y sus amigos deben hacer frente a una ola de asesinatos y sacrificios. Mientras tanto, Deucalion ,el líder de la manada de Alfas, está decidido a corromper a Scott y evitar que se convierta en un Alfa verdadero para que se una a su manada, al mismo tiempo que Scott y sus amigos intentan descubrir quien esta asesinando a gente con rituales misteriosos. Tras descubrir que el asesino es un druida oscuro conocido como Darach, Jennifer Blake, la nueva profesora e interés amoroso de Derek se revela como tal y descubre su plan de venganza contra Deucalion por haberla asesinado y revela que Lydia es una banshee. Allison, Scott y Stiles deben hacer un ritual que pone en riesgo su vida para evitar que sus padres sean sacrificados. Nuevas especies como el Kitsune y los hombres-coyote son introducidas, mientras los chicos deben luchar contra los efectos del ritual mientras un espíritu oscuro conocido como el Nogitsune es liberado y posee a Stiles. Scott y sus amigos se concentran en salvar a Stiles pero un enfrentamiento con el Nogitsune provoca bajas importantes entre la manada de Scott.

### Cuarta temporada
Aún recuperándose de las trágicas pérdidas sufridas, Scott, Stiles, Lydia y Kira regresan a la escuela para un nuevo semestre. Enfrentándose a problemas más humanos que sobrenaturales y mientras intentan ayudar a Malia a reincorporarse a la sociedad, pero la sorpresiva resurrección de Kate Argent trae una nueva amenaza para los habitantes de Beacon Hills, seguida por la aparición de un nuevo y misterioso enemigo conocido como el Benefactor, quien ha elaborado una lista de seres sobrenaturales -en la que se encuentra la manada de Scott- y contratando a peligrosos asesinos para eliminar a todos los que aparecen en ella. Mientras tanto, Derek lucha para saber la causa de la pérdida de sus poderes. Mientras tanto, Scott muerde a Liam y lo convierte en lobo, por lo que nuevas responsabilidades y preocupaciones llegan a la manada McCall.

### Quinta temporada
En vísperas del último año, Scott y sus amigos se encuentran frente a la posibilidad de un futuro el uno sin el otro, cuando una nueva fase de sus vidas podría llevarlos en diferentes direcciones a pesar de querer lo contrario. Lo que no saben es que fuerzas externas ya están conspirando para separar la manada mucho antes de que lleguen a la graduación. Nuevos villanos que utilizan una combinación de ciencia y lo sobrenatural para un fin malévolo y misterioso que eventualmente pondrán a Scott y sus amigos contra el enemigo más peligroso que hayan conocido hasta ahora.

### Sexta temporada
Con fecha cercana a la graduación, Scott y su manada se ven envueltos en un gran problema cuando Stiles es llevado por la Cacería Salvaje y borrado de sus memorias. Desesperados por capturar a un Jinete Fantasma, Liam y Hayden acuden a un viejo enemigo, mientras Scott, Lydia y Malia recurren a varios métodos para hacer volver a Stiles.

## Elenco
| Actor            | Personaje                     | Temporada  | Temporada  | Temporada  | Temporada  | Temporada  | Temporada |
| Actor            | Personaje                     | 1          | 2          | 3          | 4          | 5          | 6         |
| ---------------- | ----------------------------- | ---------- | ---------- | ---------- | ---------- | ---------- | --------- |
| Tyler Posey      | Scott McCall                  | Principal  | Principal  | Principal  | Principal  | Principal  | Principal |
| Crystal Reed     | Allison Argent                | Principal  | Principal  | Principal  |            |            |           |
| Crystal Reed     | Marie-Jeanne Valet            |            |            |            |            | Invitada   |           |
| Dylan O'Brien    | Mieczyslaw "Stiles" Stilinski | Principal  | Principal  | Principal  | Principal  | Principal  | Principal |
| Tyler Hoechlin   | Derek Hale                    | Principal  | Principal  | Principal  | Principal  |            | Invitado  |
| Holland Roden    | Lydia Martin                  | Principal  | Principal  | Principal  | Principal  | Principal  | Principal |
| Colton Haynes    | Jackson Whittemore            | Principal  | Principal  |            |            |            | Invitado  |
| Shelley Hennig   | Malia Tate                    |            |            | Invitada   | Principal  | Principal  | Principal |
| Arden Cho        | Kira Yukimura                 |            |            | Recurrente | Principal  | Principal  |           |
| Dylan Sprayberry | Liam Dunbar                   |            |            |            | Recurrente | Principal  | Principal |
| Linden Ashby     | Sheriff Noah Stilinski        | Recurrente | Recurrente | Recurrente | Recurrente | Recurrente | Principal |
| Melissa Ponzio   | Melissa McCall                | Recurrente | Recurrente | Recurrente | Recurrente | Recurrente | Principal |
| JR Bourne        | Chris Argent                  | Recurrente | Recurrente | Recurrente | Recurrente | Recurrente | Principal |

## Episodios
| Temporada | Temporada | Episodios | Emisión original        | Emisión original         |
| Temporada | Temporada | Episodios | Inicio                  | Final                    |
| --------- | --------- | --------- | ----------------------- | ------------------------ |
|           | 1         | 12        | 5 de junio de 2011      | 15 de agosto de 2011     |
|           | 2         | 12        | 3 de junio de 2012      | 13 de agosto de 2012     |
|           | 3         | 24        | 3 de junio de 2013      | 24 de marzo de 2014      |
|           | 4         | 12        | 23 de junio de 2014     | 8 de septiembre de 2014  |
|           | 5         | 20        | 29 de junio de 2015     | 8 de marzo de 2016       |
|           | 6         | 20        | 15 de noviembre de 2016 | 24 de septiembre de 2017 |

## Desarrollo y producción
En junio de 2009, MTV anunció que adaptaría la película Teen Wolf en una nueva serie de televisión "con un mayor énfasis en el romance, el horror y la mitología de hombres lobos", el director australiano Russell Mulcahy fue el encargado de la realización del piloto.
El casting fue anunciado en diciembre de 2010, quedando de la siguiente manera el elenco principal Tyler Posey, Crystal Reed, Tyler Hoechlin, Dylan O'Brien, Holland Roden y Colton Haynes.
La producción de 12 episodios se inició en octubre de 2010 en Atlanta, Georgia. MTV dio a conocer un adelanto de los primeros ocho minutos del piloto en su página web, el 31 de mayo de 2011.

## Recepción de la crítica
La serie ha generado una respuesta positiva a la mezcla de los críticos profesionales, con algunos alabando a una mejor calidad en comparación con otras series de MTV. Según Metacritic, que asigna una calificación a cabo normalizada de 100 a las opiniones de los críticos principales, el espectáculo tiene una puntuación media de 61/100, lo que indica "críticas generalmente favorables". Linda Stasi, una escritora del New York Post, recibió el estreno de la serie con una puntuación perfecta, diciendo: "No sólo está bien ideado, sino que los guapos adolescentes de la serie pueden actuar de manera creíble".
Algunos críticos tuvieron una reacción menos positiva hacia la serie. Troy Patterson de Slate dio al espectáculo una crítica mixta, refiriéndose a ella como "drama ligero sobrenatural, pasable en cuanto a su ingenio". James Poniewozik de la revista Time, también tenía sentimientos encontrados hacia la serie, diciendo: "El piloto no está mal, exactamente: tiene un buen ritmo, si bien es un poco austero en ciertos detalles, pero es casi por completo lo que yo hubiera esperado de cualquier serie sobrenatural de adolescentes".

## Índices de audiencia
El estreno de la serie atrajo a un total de 2,17 millones de espectadores. Después de emitir su tercer episodio, se informó que Teen Wolf se dirigía a su cuarta semana con un tremendo impulso tras un aumento del 23% entre las personas de 12 a 34 años, con un 1.6 en la demo. Con porcentajes de ganancias de dos dígitos entre el total de espectadores y demostraciones clave, Teen Wolf fue el programa número 1 en su franja horaria con mujeres de 12 a 34 años. El final de la primera temporada alcanzó una serie alta en personas de 12 a 34 años (1.9) y 2.1 millones de espectadores en general, además de ser el primero en su franja horaria entre adolescentes y mujeres de 12 a 34 años.
El creador del programa, Jeff Davis, confirmó que el programa se beneficia de una audiencia en línea muy significativa, con hasta 8 millones de transmisiones por episodio solo en las plataformas en línea de MTV. Davis citó esto como un factor contribuyente significativo para que MTV renovara el programa para una sexta temporada.

## Premios y nominaciones
| Año                | Premio                                        | Categoría                                   | Nominado                                                                | Resultado |
| ------------------ | --------------------------------------------- | ------------------------------------------- | ----------------------------------------------------------------------- | --------- |
| 2011               | Teen Choice Awards                            | Mejor programa de Fantasía/Sci-Fi           |                                                                         | Nominado  |
| 2011               | Teen Choice Awards                            | Mejor programa de TV del verano             |                                                                         | Ganador   |
| 2011               | Teen Choice Awards                            | Estrella Revelación                         | Tyler Posey                                                             | Nominado  |
| 2011               | Teen Choice Awards                            | Mejor estrella de TV del verano – Masculina | Tyler Posey                                                             | Nominado  |
| 2011               | Teen Choice Awards                            | Mejor estrella de TV del verano – Femenina  | Crystal Reed                                                            | Nominado  |
| 2011               | Teen Choice Awards                            | Mejor estrella de TV: Fantasía/Sci-Fi       | Crystal Reed                                                            | Nominado  |
| 2012               | Teen Choice Awards                            | Mejor estrella de TV del verano – Femenina  | Crystal Reed                                                            | Nominado  |
| 2012               | Teen Choice Awards                            | Mejor programa de TV del verano             |                                                                         | Ganador   |
| 2012               | Teen Choice Awards                            | Mejor estrella de TV del verano – Masculina | Tyler Posey                                                             | Ganador   |
| 2012               | Imagen Award                                  | Mejor actor de TV                           | Tyler Posey                                                             | Nominado  |
| 2012               | ALMA Award                                    | Actor de TV favorito – Rol Principal        | Tyler Posey                                                             | Ganador   |
| 2012               | Saturn Award                                  | Mejor serie de televisión juvenil           |                                                                         | Ganador   |
| 2013               | Saturn Award                                  | Mejor serie de televisión juvenil           | Ganador                                                                 |           |
| 2013               | Young Hollywood Award                         | Mejor conjunto                              | Tyler Posey, Crystal Reed, Dylan O'Brien, Tyler Hoechlin, Holland Roden | Ganador   |
| 2013               | Teen Choice Awards                            | Mejor programa de TV del verano             |                                                                         | Nominado  |
| 2013               | Teen Choice Awards                            | Mejor estrella de TV del verano – Masculino | Tyler Posey                                                             | Nominado  |
| 2013               | OFTA Television Award                         | Mejor nuevo tema de música                  |                                                                         | Nominado  |
| 2014               |                                               |                                             |                                                                         |           |
| Saturn Award       | Mejor serie de televisión juvenil             |                                             | Ganador                                                                 |           |
| BMI TV Music Award | Música                                        | Dino Meneghin                               | Ganador                                                                 |           |
| Teen Choice Awards | Mejor Show de TV: Ciencia Ficción / Fantasía  |                                             | Nominado                                                                |           |
| Teen Choice Awards | Mejor Actor de TV: Ciencia Ficción / Fantasía | Tyler Posey                                 | Nominado                                                                |           |
| Teen Choice Awards | Mejor estrella de TV del verano – Masculino   | Tyler Posey                                 | Nominado                                                                |           |
| Teen Choice Awards | Mejor Villano de TV                           | Dylan O'Brien                               | Ganador                                                                 |           |
| Teen Choice Awards | Mejor Roba escenas masculino de TV            | Tyler Hoechlin                              | Ganador                                                                 |           |
| Teen Choice Awards | 2015                                          | Mejor Programa de TV del verano             |                                                                         | Ganador   |
| Teen Choice Awards | 2015                                          | Mejor escena de TV                          | Dylan O'Brien                                                           | Ganador   |
| Teen Choice Awards | 2015                                          | Mejor villano de TV                         | The Dread Doctors                                                       | Nominado  |
| Teen Choice Awards | 2015                                          | Mejor Estrella de TV masculina del verano   | Tyler Posey                                                             | Nominado  |